# Kata (řeka)
Kata (rusky Ката) je řeka v Irkutské oblasti v Rusku, která je pravostranným přítokem řeky Angary. Její délka dosahuje 233 km a povodí má rozlohu 7 970 km². V průběhu jejího toku se do řeky vlévají přítoky, mezi něž patří vodoteče Juktaly, Omunu, Kapy (Kapajevy), Kamennenej-Liudiny, Kešeulu, Bukačanu, Sekačanu či Diktagnu.